# Franco monegasco
Il franco monegasco era una delle valute ufficiali del Principato di Monaco fino al 1999 (de iure, de facto fino al 2002), quando fu sostituito dall'euro. Il franco monegasco era scambiato alla pari con il franco francese; venivano coniate solo monete ed erano presenti tutti i tagli, da 1 centesimo fino a 20 franchi. Il codice ISO 4217 era MCF.
Per questi accordi con la Francia il Principato, anche se non fa parte dell'UE, ha diritto a utilizzare l'euro come valuta e a coniare una propria serie di monete che, data la rarità, sono principalmente per i collezionisti. Il cambio ufficiale con l'euro è di MCF 6,55957 per 1 EUR.